# Margot Arnold
Pour les articles homonymes, voir Arnold.
Margot Arnold, pseudonyme de Petronelle Marguerite Mary Cook, née Crouch le 16 mai 1925 à Plymouth, dans le Devon et morte le 22 septembre 2016, ayant émigré aux États-Unis, est une auteure américaine de roman policier et de roman historique.

## Biographie
Elle fait des études supérieures à l’Université d’Oxford et obtient des diplômes en archéologie préhistorique et en anthropologie. Elle épouse en 1949, le diplomate Philip Remington Cook, Jr., dont elle aura trois enfants. Elle émigre aux États-Unis et devient citoyenne américaine en 1953. Professeur d’archéologie et d’anthropologie dans plusieurs universités de son pays d’adoption, elle participe à des fouilles archéologiques en Turquie et en Afrique.  Elle divorce en 1978.
Elle publie dès 1958 un roman psychologique intitulé Portrait of Caroline, mais n’amorce une véritable carrière littéraire qu’en 1972 avec le roman historique The Officers' Woman, suivi en 1975 par The Villa on the Palatine, un récit sur l’implication d’un groupe d’Anglais dans les événements qui vont concourir à la Révolution italienne de 1848.
En 1979, elle commence une série policière consacrée aux exploits de deux professeurs, Penelope Athene Spring, anthropologue, et Tobia Merlin Glendower, archéologue. Dans Exit Actors, Dying, le premier titre de la série, les deux universitaires enquêtent sur le meurtre d’une jeune actrice dans un amphithéâtre grec, dont ils ont découvert le corps sans vie qui a mystérieusement disparu à l’arrivée de la police. Dans Meurtres en terre sainte (1979), c'est au tour du chef de fouilles archéologiques dans le désert de Judée de disparaître soudainement. L’enquête révèle bientôt qu’il avait attisé les convoitises en étant sur les traces d’un trésor caché dans la région par les Esséniens au début de notre ère. 

## Œuvre

### Romans

#### SériePenny Spring et Sir Toby Glendower
- Exit Actors, Dying (1979)
- Zadok's Treasure (1979) Publié en français sous le titre Meurtres en terre sainte, Paris, Librairie des Champs-Élysées, Le Masque no 1696, 1982
- The Cape Cod Caper ou Murder, Cape Cod Style (1980)
- Death of a Voodoo Doll (1982)
- Death on the Dragon's Tongue (1982)
- Lament for a Lady Laird (1982)
- The Menehune Murders (1989)
- Toby's Folly (1990)
- The Catacomb Conspiracy (1991)
- The Cape Cod Conundrum (1992)
- Dirge for a Dorset Druid (1994)
- The Midas Murders (1995)

#### Autres romans
- Portrait of Caroline (1958)
- The Officers' Woman (1972) Publié en français sous le titre La Femme louée, Paris, Édions de Trévise, coll. Horizon, 1973
- The Villa on the Palatine (1975)
- Marie, Voodoo Queen (1981)
- Affairs of State (1982)
- Love Among the Allies (1985)
- Desperate Measures (1986)
- Sinister Purposes (1988)

## Référence
- Jacques Baudou et Jean-Jacques Schleret, Le Vrai Visage du Masque, vol. 1, Paris, Futuropolis, 1984, 476 p. (OCLC 311506692), p. 39-41.